# Hôtel de Nevers (rive gauche)
Ne doit pas être confondu avec Hôtel de Nevers (rue de Richelieu).
L'hôtel de Nevers, dit plus tard hôtel de Guénégaud puis grand hôtel de Conti, est un ancien hôtel particulier qui se situait à Paris, sur la rive gauche de la Seine, à l'actuel emplacement de l'hôtel de la Monnaie. Construit originellement en 1580, après plusieurs transformations, il disparaît à partir de 1768.

## Histoire du bâtiment

### Hôtel de Nevers (Gonzague)
En 1572, Louis IV de Gonzague-Nevers, achète au roi Charles IX, le Grand Hôtel de Nesle, situé en amont de la Tour de Nesle sur la rive Gauche de Paris. 
Dans le cadre de la conjuration des Malcontents, et si l’on en croit Les mémoires de Monsieur le duc de Nevers, « ce fut à ce même [grand] hôtel de Nesle que Henriette de Clèves, épouse de Louis de Gonzague, apporta la tête de Coconas, son amant, qu’on avait exposée sur un poteau dans la place de Grève (le 30 avril 1574) ; elle alla elle-même l’enlever de nuit, elle la fit embaumer, et la garda longtemps dans l’armoire d’un cabinet, derrière son lit ». La réalité fut sans doute moins romanesque.
Le duc de Nevers fait transformer cette bâtisse en 1580, laquelle est renommée « hôtel de Nevers » ; mort en 1595, le duc l'avait transmise à son fils, Charles Ier de Mantoue, quand l'hôtel resta inachevé. Aucun architecte certain n'est connu. Cependant, un témoin de l'époque, Blaise de Vigenère, distingué antiquaire et historien de l'art, écrivait, sans doute en exagérant, que « la pièce centrale comportait une voute admirable, conçue par un maître italien, si grande qu'elle dépassait en taille celle des thermes de Caracalla ». Trois noms d'architectes ont été avancés par des historiens, à savoir Pierre Lescot, ou Baptiste Androuet du Cerceau, ou bien encore Thibaut Métezeau.
L'iconographie de l'époque témoigne du premier bâtiment. Le corps du logis était élevé perpendiculairement à la Seine et possédait une entrée située à l'ouest et un jardin à l'est. Le duc ne put acquérir de terrain supplémentaires du fait de la présence en aval du fleuve de la Tour de Nesle et de l'enceinte construite sous Philippe-Auguste. Ainsi, seuls deux pavillons furent achevés, reliés entre eux par une aile centrale. Le dessin d'Israël Silvestre datant de 1648 (au plus tard), permet de visualiser l'hôtel côté ouest, de même que sur une peinture d'Abraham de Verwer datée 1637. Exécuté avant 1616, un dessin de Claude Chastillon donne une vue perspective depuis l'est, projetant une construction achevée du domaine, laquelle n'aboutit jamais, mais qui montre au premier plan, les restes de la Grande Galerie de l'ancien hôtel de Nesle aménagée par Jean de Berry avant 1416.

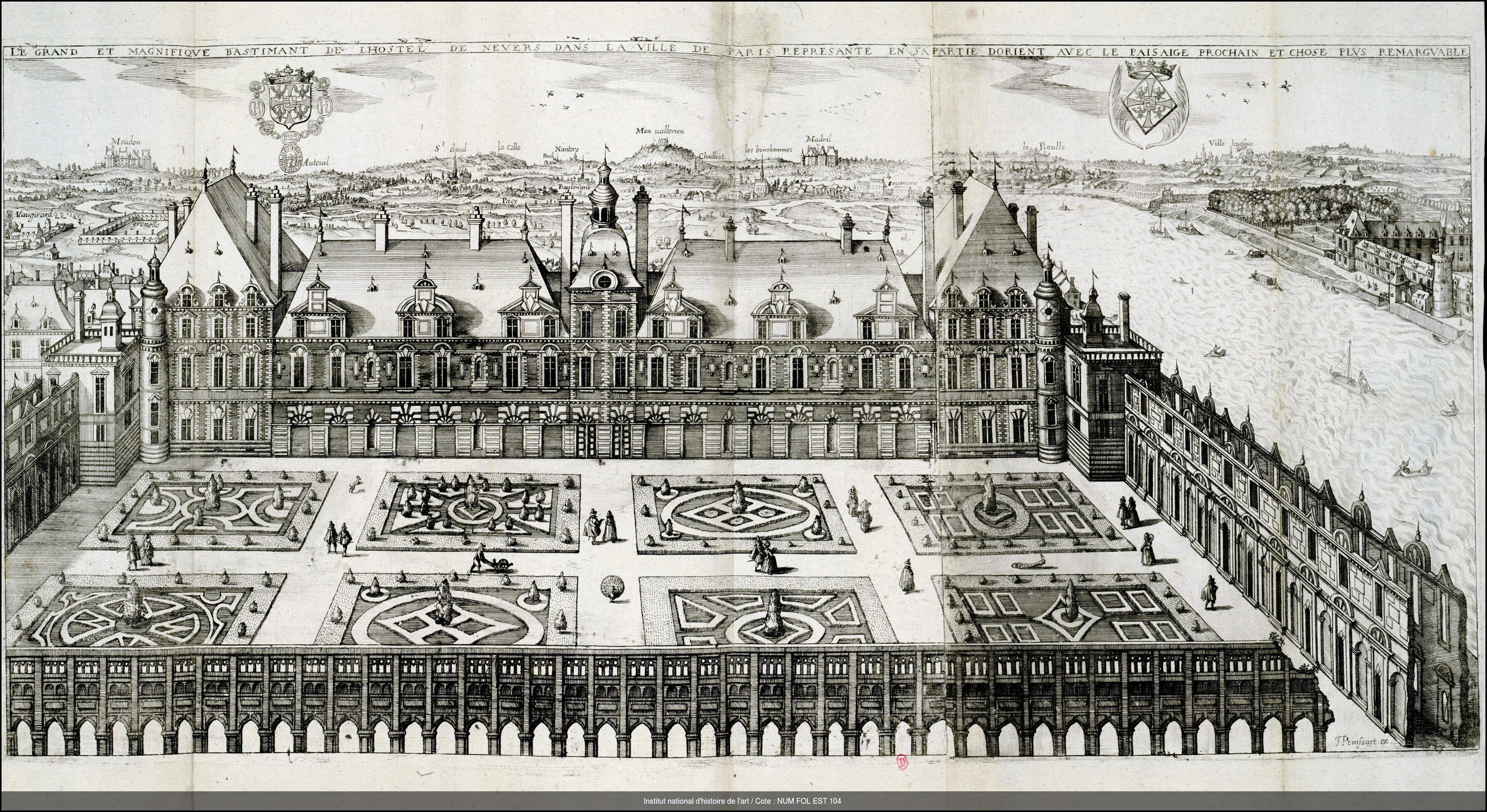
Claude Chastillon, Le grand et magnifique bastimant de l'Hostel de Nevers dans la ville de paris représanté en sa partie d'Orient avec le paisaige prochain et chose plus remarquable, gravure d'apr. son dessin, avant 1616, INHA.
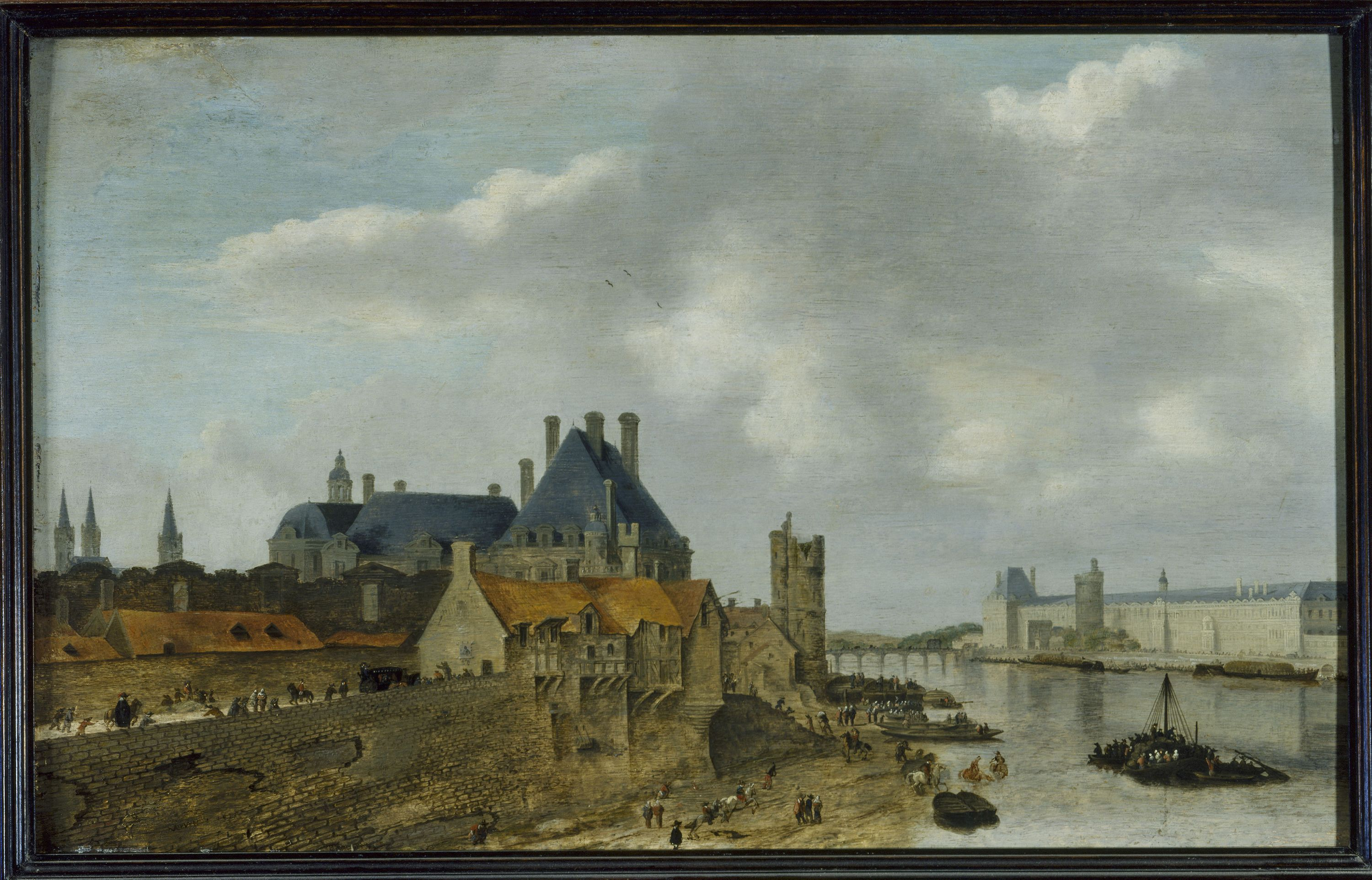
Abraham de Verwer, Le quartier du Petit Nesle avec l'Hôtel de Nevers, la tour de Nesle, la Grande Galerie du Louvre et le pont Royal (en bois), vus du Pont-Neuf (1637), musée Carnavalet.
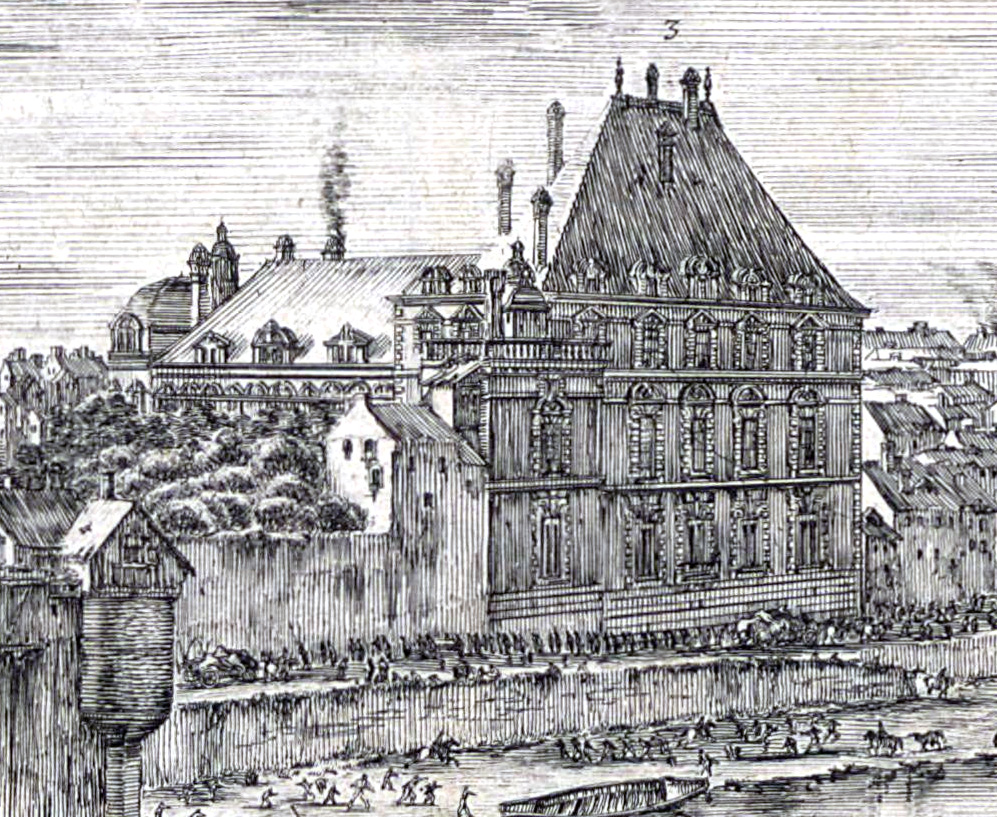
Stefano della Bella, La Perspective du Pont neuf de Paris, détail du pavillon nord de l'hôtel, gravure, 1646, BnF.
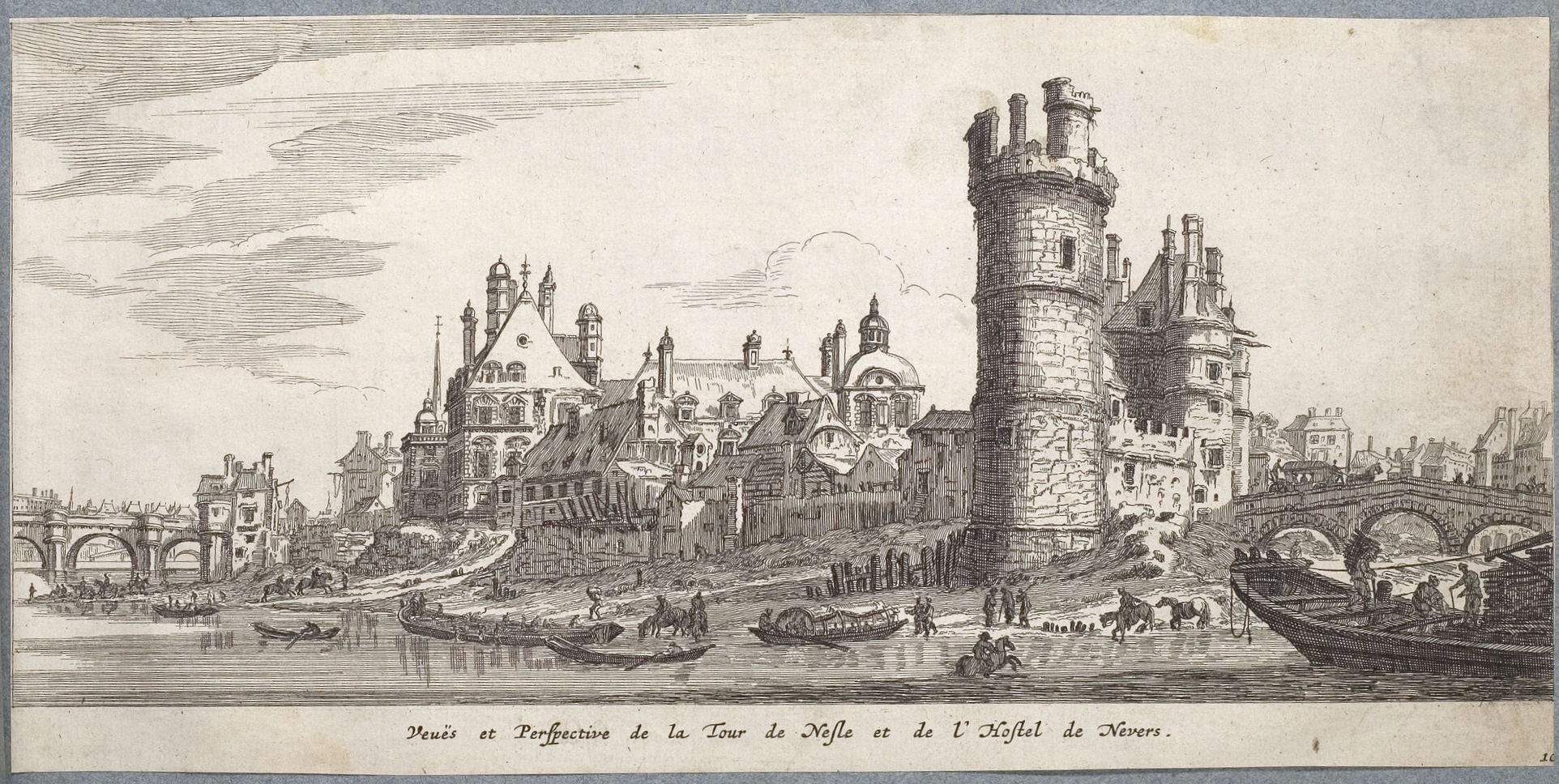
Israël Silvestre, Veues et Perspective de la Tour de Nesle et l'Hostel de Nevers, gravure, 1648, Bibliothèque de l'université de Heidelberg.

### L'hôtel de Guénégaud
Marie de Mantoue, veuve de Charles II de Nevers-Mantoue et régente de ses biens, en fait vendre le terrain et les matériaux à Henri du Plessis-Guénégaud, alors au début de sa gloire ministérielle.  
Le 29 janvier 1646, devant Crespin et Lemercier notaires au Châtelet, il signe avec Hierosme de Sannazare, comte, sénateur et conseiller d'État de Montferrat, député plénipotentiaire de Charles II de Mantoue, un contrat de vente pour la somme d'un million de livres tournois « du fonds et propriété de l'Hôtel de Nevers sis à Paris, paroisse Saint-André des Arts entre le Pont Neuf et la Porte de Nesle », sur la rive gauche de la Seine. Là, il fait percer une voie, la rue qui porte son nom et, dans le rectangle irrégulier compris entre cette voie nouvelle, le quai et le collège des Quatre-Nations, il fait construire l'hôtel de Guénégaud.
Entre 1648 et 1652, Plessis-Guénégaud demande à François Mansart de remodeler le bâtiment. Il ajoute de nouvelles ailes de chaque côté de l'entrée principale, majestueuse porte cochère ci-dessous représentée par Jean Marot, qui ouvre désormais sur une cour, avec une sortie de service côté sud. Ces changements sont clairement visibles sur le plan de Gomboust publié en 1652. 
Le 30 avril 1670, devant Me Beauvais, notaire, il cède le dit hôtel Guénégaud à Anne-Marie Martinozzi, nièce de Mazarin, veuve d'Armand de Bourbon, prince de Conti en partie en échange d'un autre hôtel, situé quai Malaquais qui avait été construit pour Louis Le Barbier en 1630-1632.

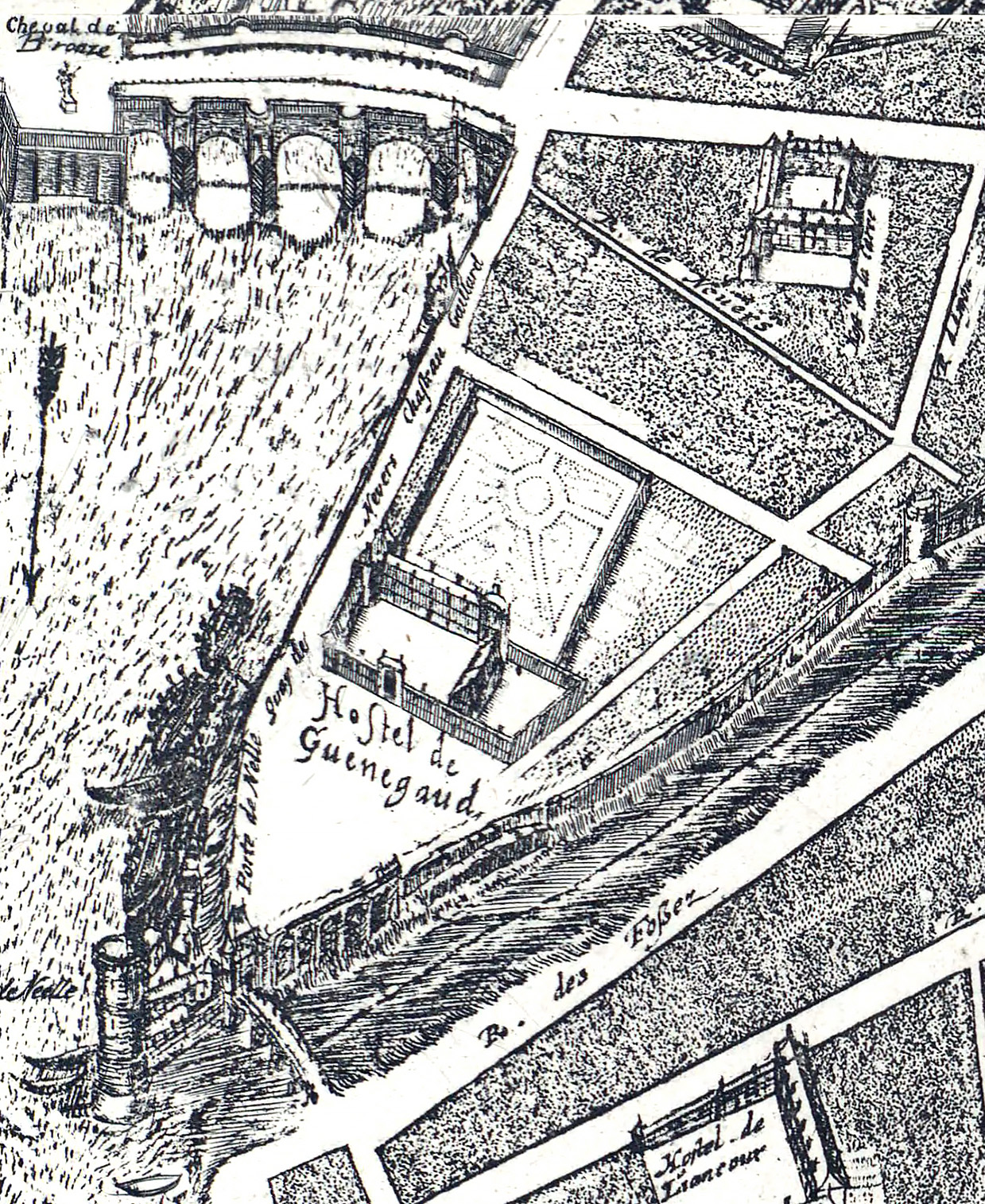
Hôtel de Généguaud sur le plan de Gomboust (1652).
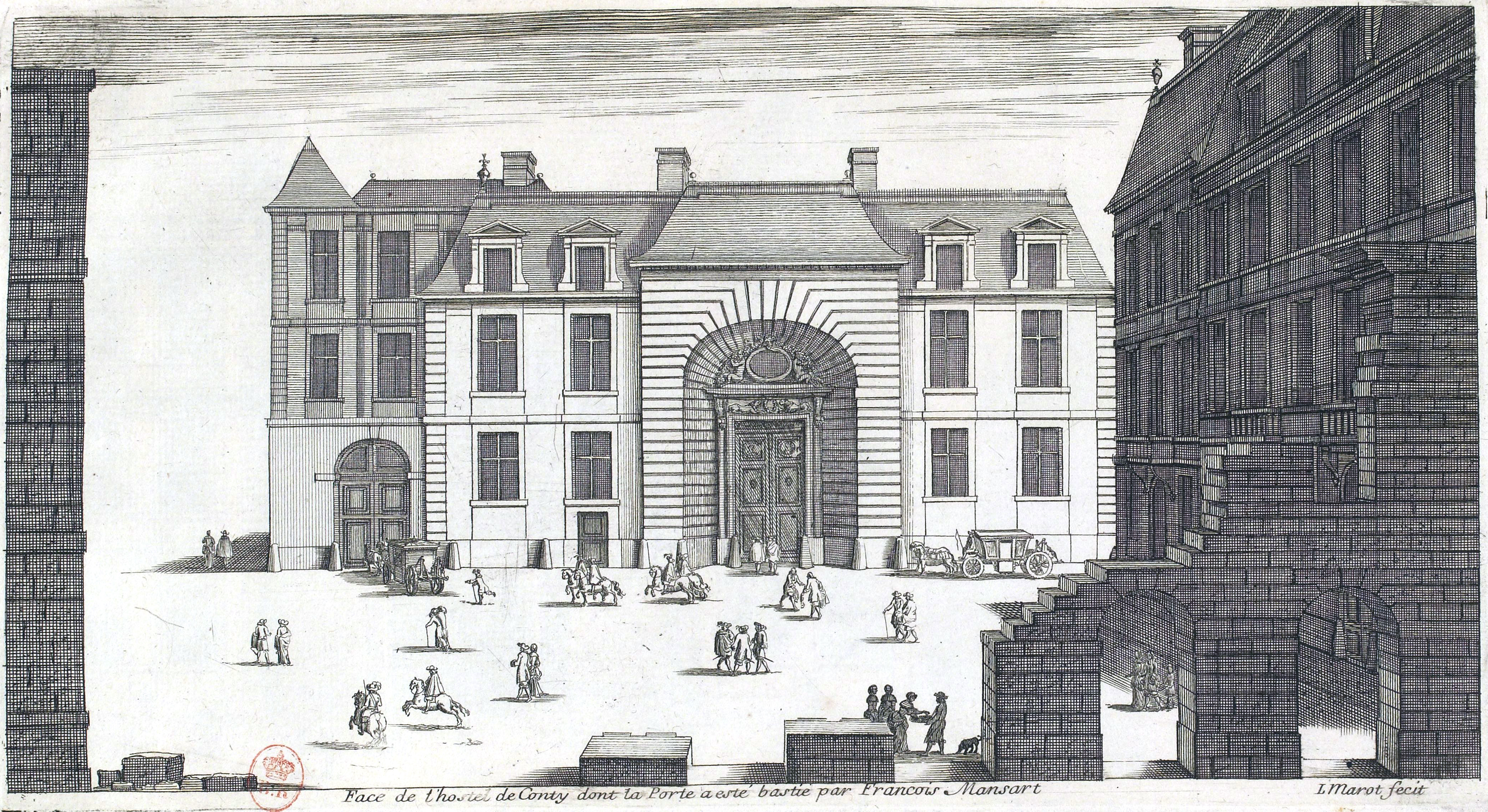
Entrée principale de l'hôtel et sa porte-cochère, gravure de Jean Marot (publiée en 1686).

### Grand hôtel de Conti

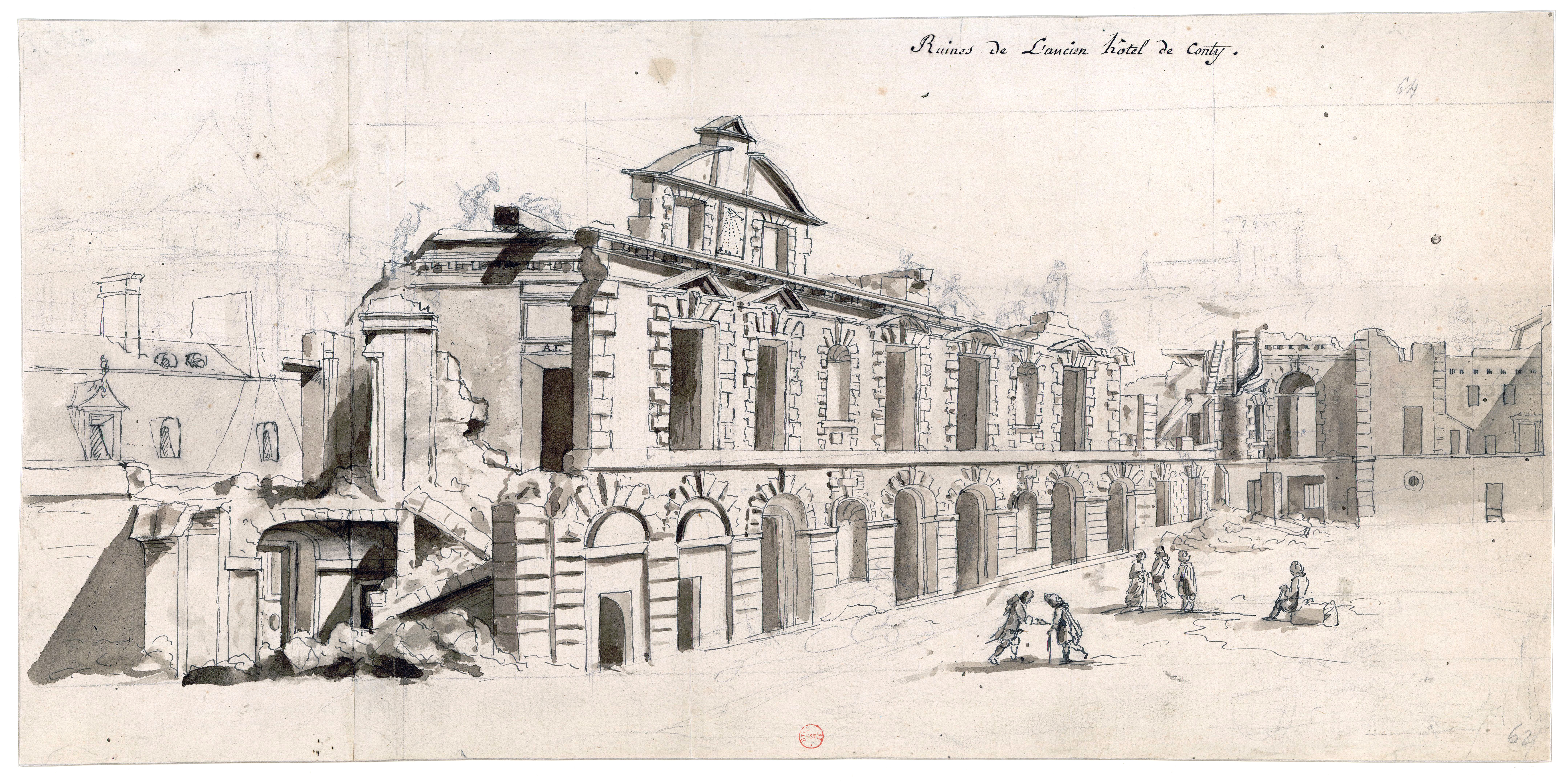
Démolition de l'hôtel de Conti, dessin anonyme, vers 1770, BnF.

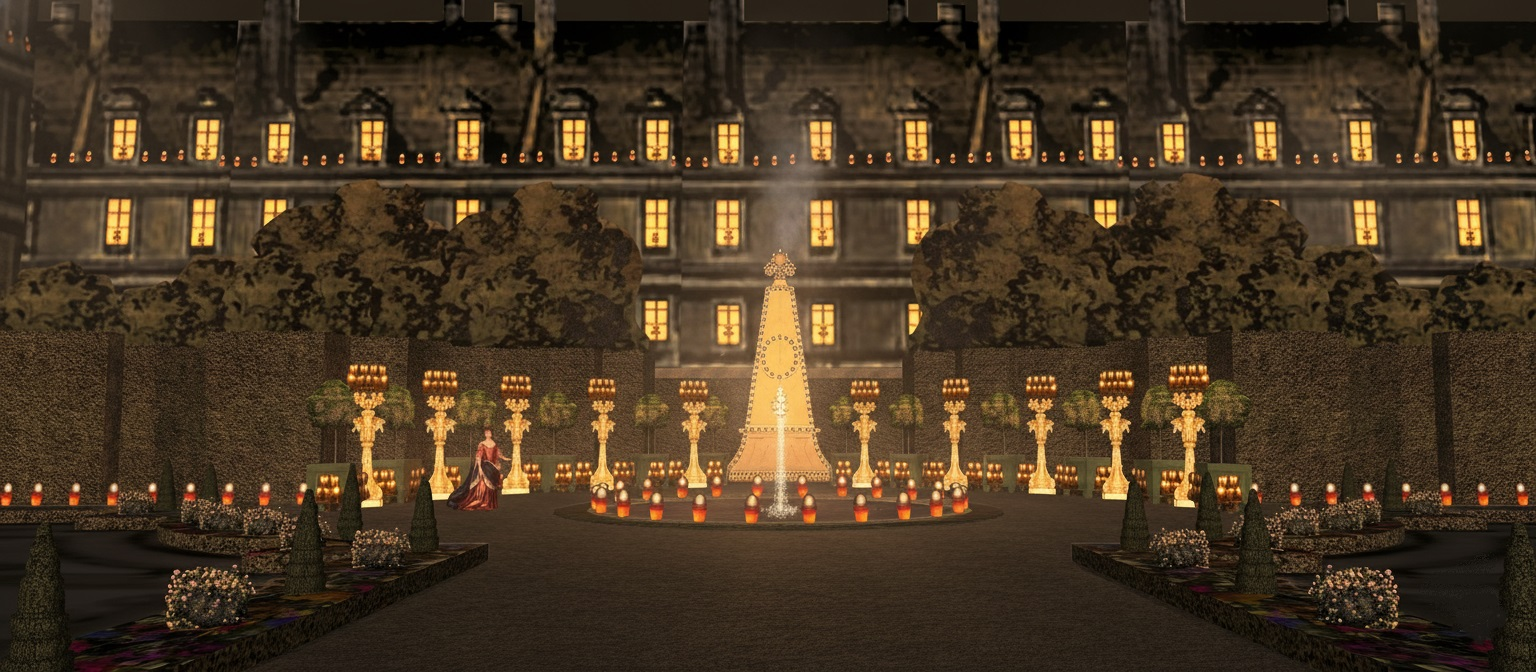
Restitution de l'illumination offerte par le prince de Conti au Grand Dauphin, en l'hôtel de Conti à Paris, juin 1688.

C'est à cette époque que le quai de Nevers est rebaptisé quai de Conti, et que l'hôtel Guénégaud devient l'hôtel de Conti, qu'il ne faut pas confondre avec le petit hôtel de Conti. La princesse Anne-Marie Martinozzi meurt en 1672, et c'est son fils, Louis-Armand I, devenu prince de Conti en 1666, qui en hérite durant sa minorité. Quand celui-ci meurt en 1685, sans enfant, c'est son frère cadet qui en hérite. Le fils de ce dernier, Louis-Armand II en hérite en 1709. Son fils, Louis-François de Bourbon-Conti en hérite en 1727 et revend la propriété en 1749 à un entrepreneur en nom collectif, dans le cadre d'un projet jamais réalisé, un nouvel hôtel de ville pour Paris. Le site en déshérence après banqueroute sert de garde-meuble pour la Couronne jusqu'en 1768. Après cette date, le roi autorise la construction à cet endroit de l'hôtel de la Monnaie.
En octobre 2013, des fouilles archéologiques effectuées dans les sous-sols des rues de Nesle, de Nevers, Mazarine et Guénégaud, auraient mis au jour des fondations remontant à l'hôtel de Nesle et de Nevers.